# 鶴尾神社
鶴尾神社（つるおじんじゃ）は、香川県高松市にある神社である。同市鶴尾地区の氏神であり、土居の宮の別称で呼ばれる。

## 歴史
大同年間（806年 - 809年）に創祀され879年（元慶3年）、鶴尾八幡宮と呼ばれるようになる。その後仁和年間（885年 - 888年）に現在地より南東に約1.2kmの地に奉還、社殿が営築され土居之宮と呼ばれるようになる。1691年（元禄4年）、再び現在地に遷座し鶴尾神社と呼ばれるようになった。1873年（明治6年）、郷社に列格した。

## 鶴尾の由来
「鶴尾」という名称の由来は、鶴尾地区から見える峰山が「鶴が羽根を広げたよう」に見えたことが起源とされている。その後この地区にあった香川郡鷺田村が高松市に合併すると、かつての鷺田村小学校が高松市立鶴尾尋常小学校（現・高松市立鶴尾小学校）に改名され、高松市内の地区名として「鶴尾」が使用されるようになる。

## 古墳
境内には香川県最古の古墳で古墳時代前期の「鶴尾神社4号墳」があり、石室から出土した鏡（獣帯方格規矩四神鏡）は国の重要美術品に認定されている。